# Calumma cucullatum
Calumma cucullatum is een hagedis uit de familie kameleons (Chamaeleonidae).

## Naam en indeling
De wetenschappelijke naam van de soort werd voor het eerst voorgesteld door John Edward Gray in 1831. Oorspronkelijk werd de wetenschappelijke naam Chamaeleon cucullatus gebruikt. De kameleon had lange tijd Calumma cucullata als wetenschappelijke soortnaam, waardoor deze in de literatuur nog veel voorkomt.

## Uiterlijke kenmerken
Calumma cucullatum is te herkennen aan de gefuseerde oorkwabben, die een ronde vorm hebben en bij bedreiging kunnen worden opgezet, waardoor het lijkt alsof het dier een hoofddeksel draagt. Bij vrouwtjes en juvenielen zijn deze oorkwabben veel kleiner en zien eruit als een kraag. Mannetjes hebben een wat grijzere basiskleur en donkere tot zwarte schoudervlekken, terwijl vrouwtjes een overwegend groene kleur hebben zonder vlekken. Op de flank zit meestal een crème-witte brede band en de mannetjes hebben daaronder soms een roodachtige flankstreep.
Deze soort heeft een kleine knobbel-achtige kam op de rug en mist stekelkammen. Wel is een keelzak aanwezig en zijn de ogen relatief klein in vergelijking met de grote kop. Zowel de keelzak als de 'hoed' worden bij bedreiging of om een soortgenoot te imponeren opgezet om de kop groter te laten lijken en indruk te maken.

## Levenswijze
Calumma cucullatum wordt vrij groot; gemiddeld ongeveer 40 centimeter, en dieren van deze lengte kunnen elkaar maar ook mensen verwondingen aanbrengen met de grote bek en krachtige kaken. Als waarschuwing wordt eerst flink gesist en de kleur wordt donker als een dier geïrriteerd is.
De kameleon klimt in zowel struiken als bomen, en kan urenlang doodstil zitten te wachten op een prooi. Het voedsel bestaat uit kleine ongewervelden zoals insecten, maar soms worden ook kleine zoogdieren als muizen en kleine hagedissen gegeten. Deze soort is eierleggend en krijgt dus geen direct levende jongen zoals een aantal andere soorten kameleons.

## Verspreiding en habitat
Calumma cucullatum komt endemisch voor in delen van noordoostelijk Madagaskar. De habitat bestaat uit tropische en subtropische bossen in laaggelegen gebieden. De soort is aangetroffen op een hoogte van ongeveer 440 tot 720 meter boven zeeniveau. De kameleon bevindt zich op enkele meters boven de bosbodem.

## Beschermingsstatus
Door de internationale natuurbeschermingsorganisatie IUCN is de beschermingsstatus 'kwetsbaar' toegewezen (Vulnerable of VU).